# Barragem de Roucanito
A barragem de Roucanito localiza-se no município de Alandroal, distrito de Évora, Portugal. Situa-se no Ribeiro do Peral. A barragem foi projectada em 1974 e entrou em funcionamento em 1975.

## Barragem
É uma barragem de aterro (terra homogénea). Possui uma altura de 20 m acima da fundação (18,5 m acima do terreno natural) e um comprimento de coroamento de 180 m (largura 6 m). O volume da barragem é de .. m³. Possui uma capacidade de descarga máxima de 1,3 (descarga de fundo) + 77,5 (descarregador de cheias) m³/s.

## Albufeira
A albufeira da barragem apresenta uma superfície inundável ao NPA (Nível Pleno de Armazenamento) de 0,076 km² e tem uma capacidade total de 0,519 Mio. m³; a capacidade útil é de 0,483 Mio. m³. As cotas de água na albufeira são: NPA de 175,5 metros, NMC (Nível Máximo de Cheia) de 176,5 metros e NME (Nível Mínimo de Exploração) de .. metros.